# Coin Locker Babies
Coin Locker Babies (コインロッカー・ベイビーズ) è un romanzo dello scrittore e regista giapponese Ryū Murakami pubblicato nel 1980.

## Trama
Coin Locker Babies racconta la storia surreale di due ragazzi, Hashi e Kiku, entrambi abbandonati ancora in fasce dalle rispettive madri dentro dei depositi per bagagli a moneta (coin lockers) in una stazione di Tokyo nell'estate '72.
Dopo aver trascorsi insieme l'infanzia nell'Orfanotrofio dei Ciliegi a Yokohama, dove il forte ed atletico Kiku doveva spesso e volentieri difendere l'esile Hashi dai maltrattamenti dei compagni, l'estate prima l'inizio della scuola i due vengono adottati da Shuichi e Kazuyo Kuwayama, insieme ai quali iniziano una nuova vita sulle coste occidentali del Kyūshū.
Tuttavia questa non riesce a sopire l'inquietudine e compiuti sedici anni, Hashi va a Tokyo in cerca della madre biologica. Kiku e Kazuyo partono per cercare di raggiungere Hashi, e dopo varie traversie i due fratelli si ritrovano in una zona in quarantena della città di Toxitown, dove entrano in scena nuovi, eccentrici personaggi che danno vita ad una serie di bizzarri eventi.

## Curiosità
- Il cantante giapponese miyavi è autore di una canzone intitolata Coin Lockers Baby, contenuta nel suo primo album gagaku. miyavi ha però dichiarato che non era a conoscenza del romanzo di Murakami quando scrisse il brano.
- Nel 2005 venne annunciata la versione cinematografica del libro, che avrebbe dovuto essere diretta da Michele Civetta ed interpretata da un cast del quale avrebbero dovuto far parte, fra gli altri, Vincent Gallo, Val Kilmer, Tadanobu Asano, Asia Argento e Liv Tyler; le musiche erano state affidate a Jordan Galland, Peter Kline e Sean Lennon. Il progetto non venne tuttavia realizzato.

## Edizioni
Il romanzo è ancora inedito in Italia. Esiste però una traduzione inglese:
- Ryū Murakami, Coin Locker Babies, traduzione di Stephen Snyder, Kodansha International, 2002, ISBN 4-7700-2896-2.